# Benedetta Canals
Benedetta Canals (Cervaro, 1870 - Barcelona, 1958), de soltera Benedetta Bianco Coletta, fue una modelo pictórica italiana.
Nació en la localidad italiana de Cervaro en 1870,  si bien posteriormente se trasladaría a Francia y España. En su carrera como modelo pictórica fue retratada por artistas como Edgar Degas, Albert Bartholomé o Pablo Picasso, el cual la retrató en 1905 en el cuadro que lleva por título Retrato de la señora Canals. En 1906 contrajo matrimonio con el pintor Ricard Canals. Falleció en Barcelona en 1958.